# Liste der Botschafter der Vereinigten Staaten in Montenegro
Die Liste der Botschafter der Vereinigten Staaten in Montenegro bietet einen Überblick über die Leiter der US-amerikanischen diplomatischen Vertretung in Montenegro seit der Aufnahme diplomatischer Beziehungen in Folge der Unabhängigkeit des Landes im Jahre 2006. Zuvor hatten die Vereinigten Staaten von 1905 bis 1918 bereits diplomatische Beziehungen zum Fürstentum Montenegro und zum Königreich Montenegro unterhalten. Dabei waren die Gesandten im Königreich Griechenland zusätzlich für Montenegro akkreditiert. Dies waren John B. Jackson, Richmond Pearson, George H. Moses, Jacob Gould Schurman, George F. Williams und Garrett Droppers.

## Botschafter

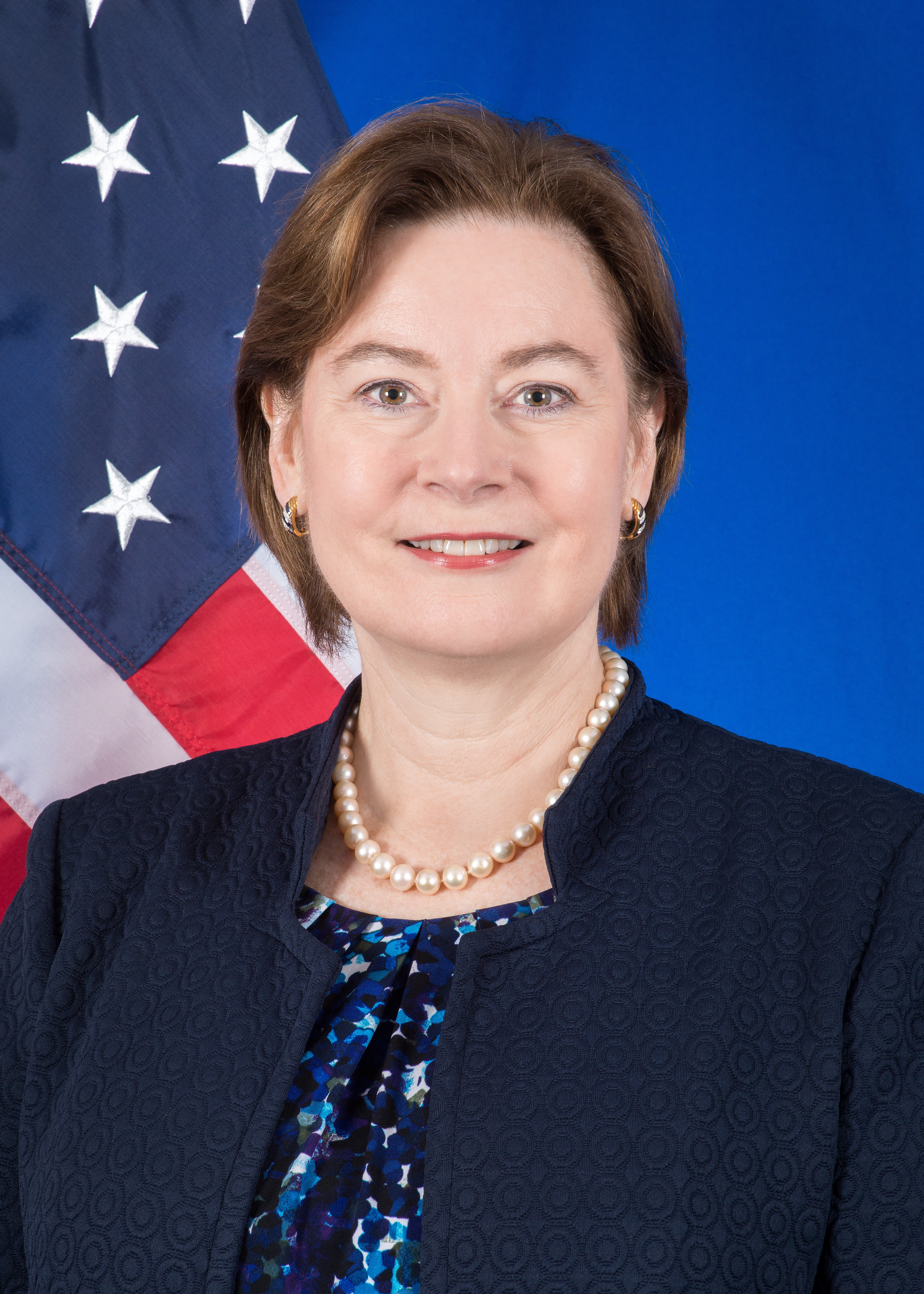
Judy Rising Reinke, derzeitige Botschafterin in Podgorica

| Amtszeit  | Name                | Anmerkung |
| --------- | ------------------- | --------- |
| 2007–2010 | Roderick W. Moore   |           |
| 2011–2015 | Sue K. Brown        |           |
| 2014–2018 | Margaret A. Uyehara |           |
| 2018–     | Judy Rising Reinke  |           |